# Slatina (powiat Svitavy)
Slatina – miejscowość i gmina (obec) w Czechach, w kraju pardubickim, w powiecie Svitavy. W 2022 roku liczyła 160 mieszkańców.